# José Borges de Almeida Taques
José Borges de Almeida Taques (Tibagi, 27 de julho de 1815 — Tibagi, 23 de julho de 1885) foi um político brasileiro filiado ao Partido Conservador. Foi fazendeiro, coronel, deputado provincial e comendador.

## Vida pessoal
Filho do Coronel Balduíno de Almeida Taques e de Maria Antonia Borges de Macedo, neto por parte de mãe do capitão Cyrino Borges de Macedo e, portanto, sobrinho do comendador José Borges de Macedo, que é considerado o primeiro prefeito de Curitiba.
Conhecido como Juca Taques, foi casado primeiro com Manoela Ribas Taques (irmã do deputado Manoel Ferreira Ribas), depois contraiu um segundo matrimônio com sua sobrinha Maria Cândida de Camargo Ribas.  Do primeiro matrimônio teve 6 filhos; do segundo matrimônio teve 8 filhos, entre esses é notório o nome de José Borges de Almeida Taques Filho, coronel que tornou-se deputado estadual de 1897 a 1899 e foi ainda prefeito de Tibagi.

## Carreira política
Em 12 de julho de 1854 elegeu-se deputado da Assembleia Legislativa Provincial. Voltou a ser deputado do Paraná, assumindo para o biênio de 1874-1875. Recebeu da princesa Isabel a honra de comenda da Imperial Ordem da Rosa, tornando-se comendador.
Foi ainda em 1896 (?) eleito para vereador, cargo na época denominado de camarista, em uma das gestões de Telêmaco Augusto Enéas Morosini Borba.